# Leopoldo Cannavina
Leopoldo Cannavina (Ripalimosani, 10 agosto 1810 – Campobasso, 8 settembre 1877) è stato un politico italiano.

## Biografia
Fu eletto deputato nel Collegio elettorale di Campobasso per la VIII legislatura del Regno d'Italia.
Era il padre di Vittorino Cannavina e il nonno materno di Leopoldo Zurlo.